# Nhội
Nhội hay còn gọi là nhội tía, lội, bích hợp, quả cơm nguội, sô trang, loi tia, ko phum phak, thu phong, ô dương, trọng dương mộc (danh pháp khoa học: Bischofia javanica) là một loài thực vật có hoa trong họ Diệp hạ châu. Loài này được Blume mô tả khoa học đầu tiên năm 1827. Chúng phân bố chủ yếu ở Nam Á, Đông Nam Á, Úc, Polynesia và Bắc Mỹ
.

## Hình ảnh

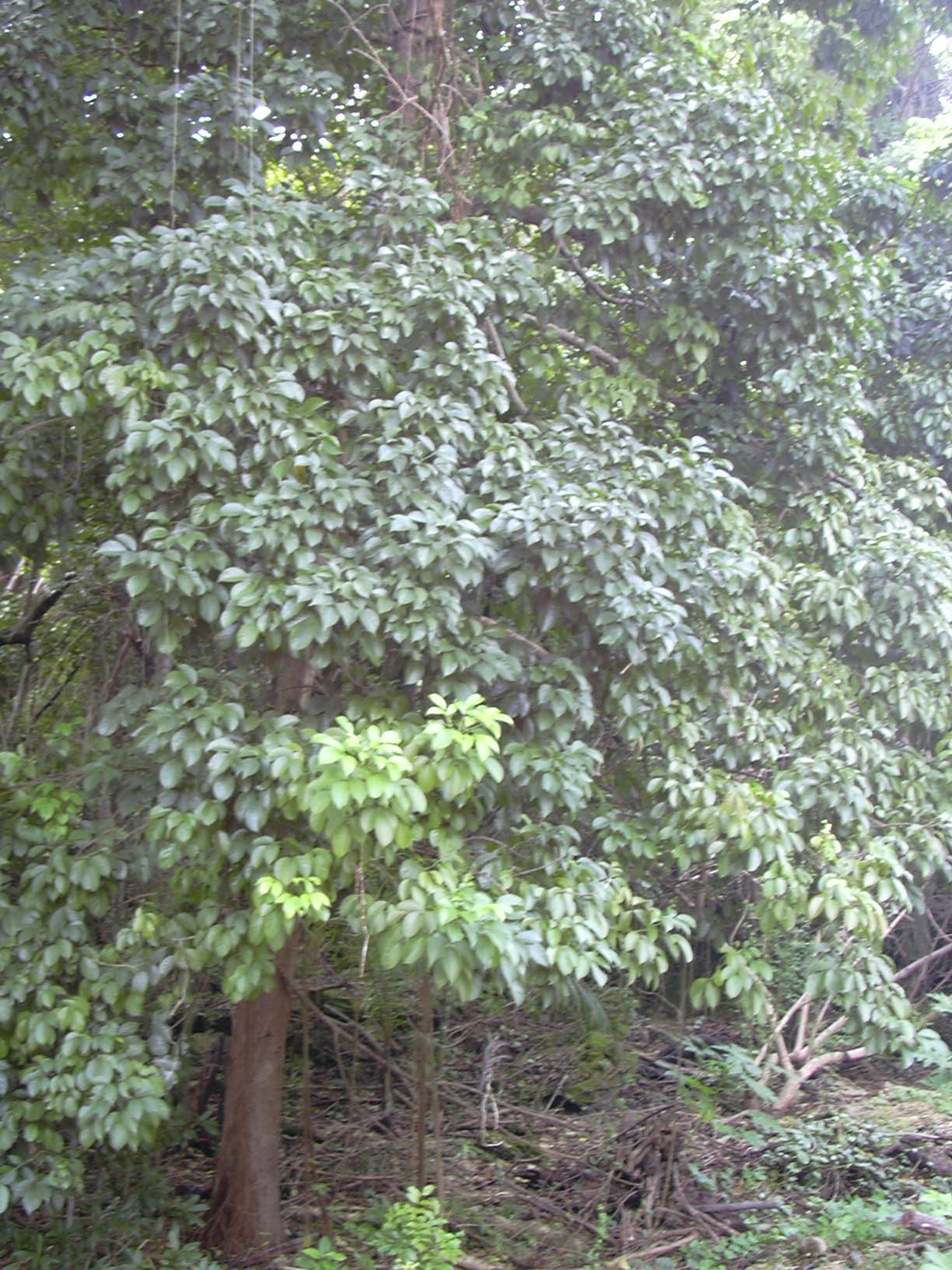
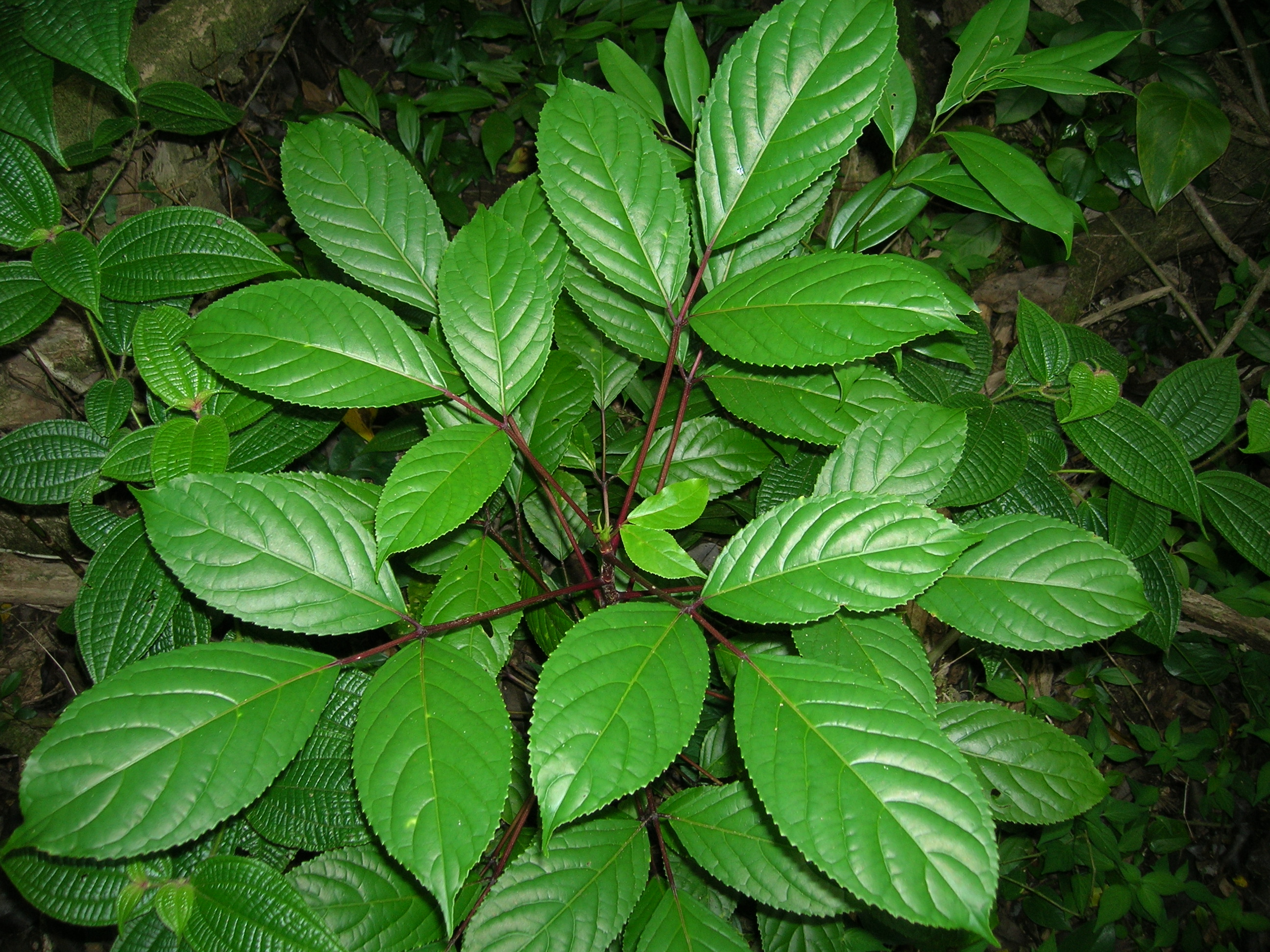
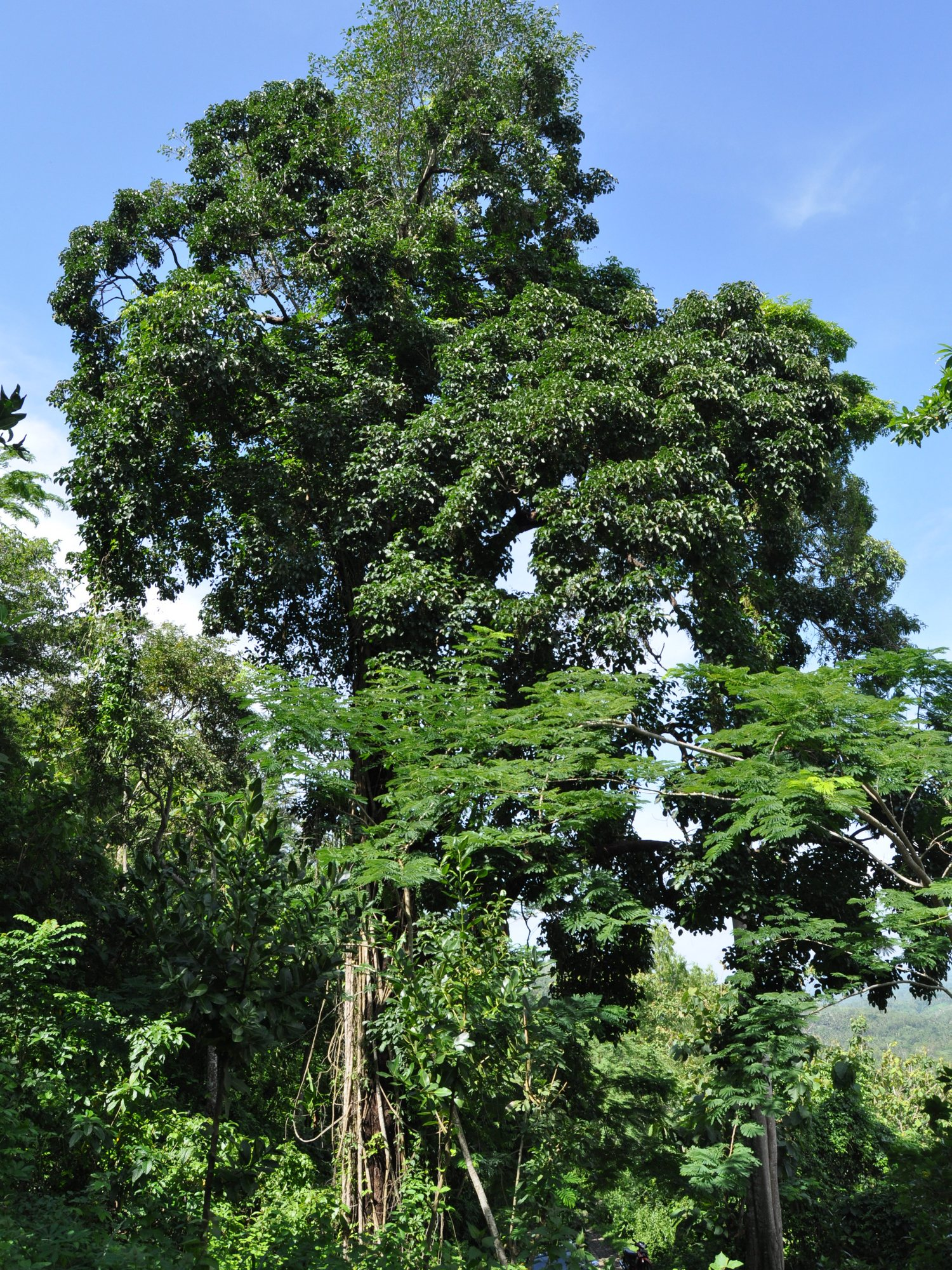
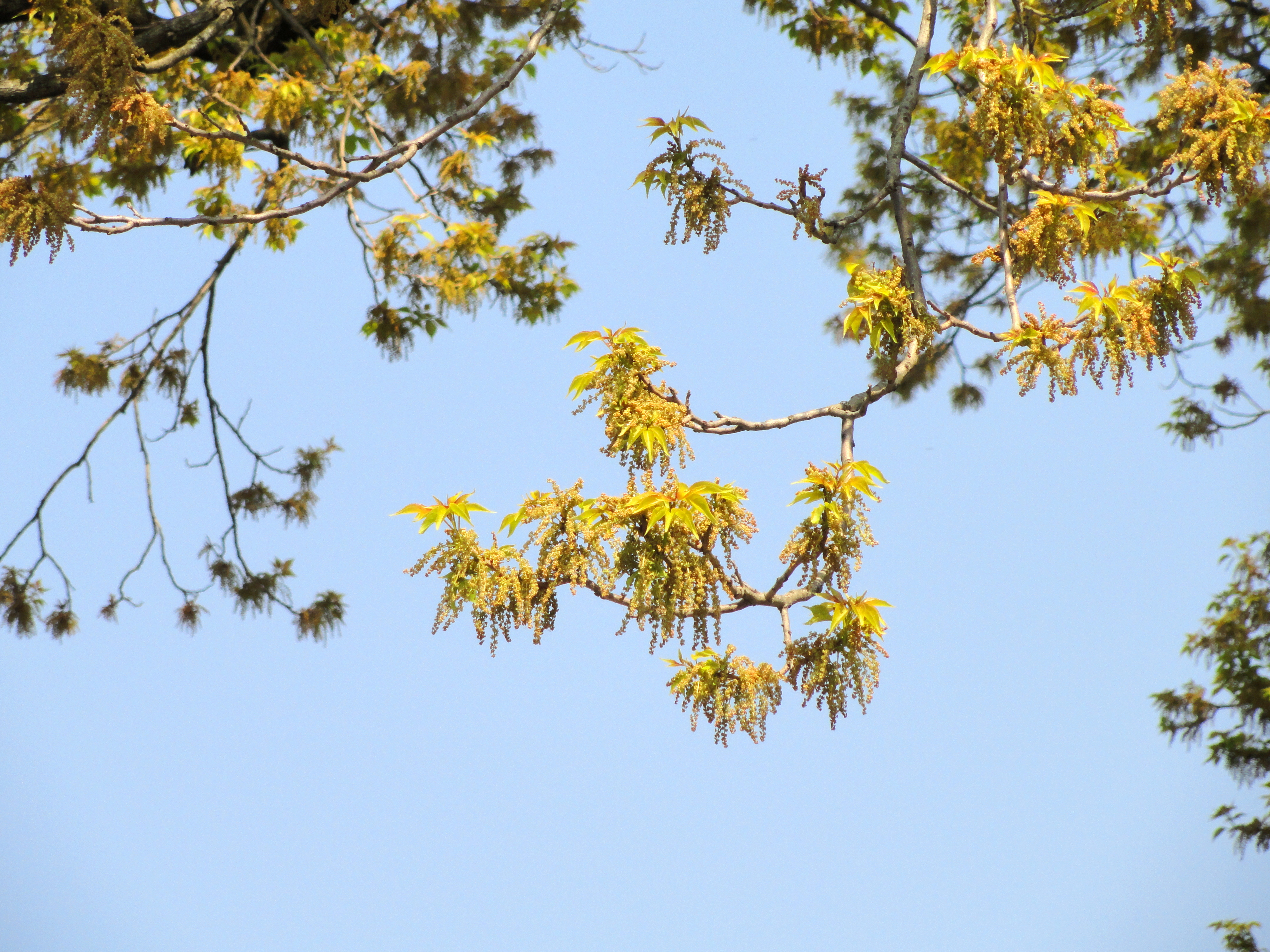